# イ・ウニ
イ・ウニ（朝鮮語: 이은희、1977年7月24日 - ）は、韓国のモデル、タレント。イ・ウンヒとも表記される。

## 来歴・人物
俳優イ・ビョンホンの妹。
6歳から中学1年生までテレビコマーシャルや雑誌のモデル、子役として活動。異国的な顔立ちで注目を集め「国民の妹」と言われ、1980年代には、韓国内の若年層で知らぬ人はいないほどだった。出演したコマーシャル等は300本を越える。その後、兄と入れ替わるように中学校在学中に芸能活動を休止。しばらくは学業に専念していたが、漢陽大学校観光学科に在学中の1996年、ミス・コリアの優勝者である「ミス・コリア真」になる。
テレビ番組のリポーター等で活躍するかたわら、極東大学校大学院観光ホテル経営学に進学。修士を受ける。1年間、極東大学校でイメージメイキングに関する講義をした。その際、兄イ・ビョンホンが妹ウニの依頼で教壇に立ち、話題となる。
2006年、9年振りに芸能界復帰。復帰の際に「『イ・ビョンホンの妹』イ・ウンヒ」と報道されたことに対し、後日のインタビューで不満を吐露した。
2009年ごろから、ファッションショップを運営している。

## 出演

### 映画
- 가루지기（カルジギ、Byon Gang-soi, 1988年）端役[4]
- 외계인 코브라（エイリアン〈外界人〉コブラ、Alien Cobra, 1988年）主演ポラ役[5]
- 우리 시대의 사랑（わたしたちの時代の愛、1994年）端役[6]

### テレビ芸能番組
- 芸能ステーション（2006年、ケーブルテレビ ETN）司会